# یو (هنرپیشه)
یو (انگلیسی: You؛ زادهٔ ۲۹ اوت ۱۹۶۴) با نام اصلی ایهارا یوکیکو (ژاپنی: 江原由希子) بازیگر، خواننده و مدل اهل ژاپن است.
از فیلم‌ها یا برنامه‌های تلویزیونی که وی در آن نقش داشته است، می‌توان به هیچ‌کس نمی‌داند اشاره کرد.